# Tahtakale
Tahtakale è una mahalle di Eminönü, nel distretto di Fatih, a Istanbul.

## Ubicazione
Tahtakale è situata nella penisola storica, a sud-ovest del Bazar Egiziano, tra la mahalle di Mercan, la Moschea di Rüstem Pascià e Hasırcılar Caddesi.

## Origine del nome
Il suo nome in Turco ottomano è Tahte'l kal'a, che significa "Sotto il castello".

## Storia
Tahtakale, in quanto quartiere del porto situato sul Corno d'Oro e regione situata a ridosso di importanti moli commerciali, ha mantenuto la sua caratteristica di centro commerciale e d'affari per tutto il periodo bizantino, ottomano e sino ad oggi.
Oggi Tahtakale è sede di una vita commerciale estremamente attiva. Essa è uno dei pochi quartieri di Istanbul in cui la struttura stradale più antica è ben conservata: questa è per lo più in pendenza, con strade strette e con un forte traffico di veicoli e persone. Prima del 1980, il quartiere era anche famoso per i suoi uffici di cambio non ufficiali, dando cosi' origine al termine Borsa di Tahtakale, ma ha perso questa caratteristica dopo l'abolizione del divieto di effettuare transazioni di cambio a metà degli anni ottanta del novecento.